# Лазіно
Лазіно (італ. Lasino) — колишній муніципалітет в Італії, у регіоні Трентіно-Альто-Адідже,  провінція Тренто. З 1 січня 2016 року Лазіно є частиною новоствореного муніципалітету Мадруццо.
Лазіно розташоване на відстані близько 480 км на північ від Рима, 12 км на південний захід від Тренто.
Населення — 1352 особи (2014).
Щорічний фестиваль відбувається 29 червня. Покровитель — Петро (апостол).

## Демографія
Населення за роками:

Станом на 31 грудня 2014 року в муніципалітеті офіційно проживали 53 іноземці з 13 країн, серед них 11 громадян країн Євросоюзу та 1 громадянин України.

## Сусідні муніципалітети
- Калавіно
- Каведіне
- Дро
- Тренто